# Judy A. Massare
Judy A. Massare est une paléontologue spécialisée dans la recherche sur les reptiles marins du Mésozoïque.